# رينينغ بيل
رينينغ بيل (باليابانية: チリンの鈴، بالروماجي: Chirin no Suzu) (بالإنجليزية: Chirin's Bell) ويعرف أيضا (بالإنجليزية: Ringing
Bell) هو فيلم أنمي ياباني من إخراج سيجي أريهارا ومن إنتاج استوديو موشي برودكشن عرض في 11 مارس عام 1978، وبلغت مدتة 47 دقيقة.

## القصة
تدور أحدث القصة عن خروف صغير يُدعى شيرين يعيش حياةً هانئةً مع قطيعه في مزرعة. يحب المغامرة ويتوه كثيرًا، يوضع لذا يوضع جرسًا حول رقبته لتجده والدته دائمًا. تُحذره والدته من تجاوز سور المزرعة، وإلا فقد يأكله ذئبٌ الذي يعيش في الجبال المجاورة. بعد فترة وجيزة، يتسلل الذئب إلى الحظيرة ليلًا ويقتل الأغنام، بمن فيهم والدة شيرين، في اللحظة التي كانت تحمي شيرين فيها. سعيًا للانتقام وخيبة أملٍ بسبب وفاة والدته، غادر شيرين المزرعة في النهاية وطارد الذئب صاعدًا الجبل. خلال رحلته شاهد العديد من المناظر والعجائب، واكتشف أيضًا مدى شراسة العالم خارج المزرعة قبل أن يلحق بالذئب في النهاية. ومع ذلك، سرعان ما أدرك أنه لا يستطيع مواجهته، فطلب من الذئب أن يُدربه ليصبح قويًا. وافق الذئب، رغم علمه بأن شيرين ينوي قتله يومًا ما. من خلال هذا التدريب، يكبر شيرين ليصبح كبشًا قويًا، ثابت الخطى، لا يعرف الخوف، ذا قرون قاتلة. بعد ثلاث سنوات، يتحول شيرين إلى قاتل لا يرحم، ويتخلى عن سعيه للانتقام؛ إذ يعتبر معلمه بمثابة أبٍ له، والجبال موطنه الجديد. و معًا يسيطران على الأراضي، ويقتلان كل من يجرؤ على معارضتهما.

## الأداء الصوتي
| الشخصة       | الأداء الصوتي     | الدبلجة الإنجليزية |
| ------------ | ----------------- | ------------------ |
| تشارن        | مينوري ماتسوشيما ‏ | باربرا غودسن       |
| تشارن الشاب  | أكيرا كاميا       | جورج بريغر         |
| والدة تشارن  | تايكو ناكانيشي    | ألكسندرا كينورثي   |
| الذئب الأسود | سيزو كاتو         | بيل كابز           |
| الراوي       | هيتوشي تاكاجي     | رون غين            |

## وصلات خارجية
- رينينغ بيل على موقع IMDb (الإنجليزية)
- رينينغ بيل على موقع فيلمافينيتي (الإسبانية)
- رينينغ بيل على موقع قاعدة بيانات الفيلم (الإنجليزية)
- رينينغ بيل على موقع ليتربوكسد (الإنجليزية)
- رينينغ بيل على موقع كينوبويسك (الروسية)
- رينينغ بيل على موقع ANN anime (الإنجليزية)